# Funkstown
Funkstown es un pueblo ubicado en el condado de Washington en el estado estadounidense de Maryland. En el Censo de 2010 tenía una población de 904 habitantes y una densidad poblacional de 961,53 personas por km².

## Geografía
Funkstown se encuentra ubicado en las coordenadas 39°36′30″N 77°42′29″O / 39.60833, -77.70806. Según la Oficina del Censo de los Estados Unidos, Funkstown tiene una superficie total de 0.94 km², de la cual 0.94 km² corresponden a tierra firme y (0%) 0 km² es agua.

## Demografía
Según el censo de 2010, había 904 personas residiendo en Funkstown. La densidad de población era de 961,53 hab./km². De los 904 habitantes, Funkstown estaba compuesto por el 96.79% blancos, el 1.22% eran afroamericanos, el 0.22% eran amerindios, el 0.55% eran asiáticos, el 0.11% eran isleños del Pacífico, el 0.22% eran de otras razas y el 0.88% pertenecían a dos o más razas. Del total de la población el 0.44% eran hispanos o latinos de cualquier raza.